# Mindefesten paa Kronborg
|  | Denne artikel er oprettet af botten PalnaBot ud fra en ekstern database. Den kan derfor have sproglige fejl eller mangler. Denne skabelon kan fjernes efter kontrol af indholdet. |

Mindefesten paa Kronborg er en film med ukendt instruktør.

## Handling
Friluftspil på Kronborg. Shakespeares Hamlet opføres den 26. juni 1916 i et forrygende blæsevejr. Nicolai Neiiendam spiller Hamlet. Kronborg set fra anden side af havnen. Tilskuere ankommer gående, i hestedroske eller i bil. Gode typer og fine eksempler på datidens klædedragt. Kong Christian ankommer i automobil. Mange mennesker ankommer til Helsingør banegård. Panorering over Helsingør havn.